# 桜島武町
桜島武町（さくらじまたけちょう）は、鹿児島県鹿児島市の町。旧大隅国大隅郡桜島郷武村、鹿児島郡西桜島村大字武、鹿児島郡桜島町大字武。郵便番号は891-1416。人口は469人、世帯数は265世帯（2020年4月1日現在）。

## 地理
桜島の北部に位置しており、火山扇状地の扇端部にある。町域の北東には深谷川を挟んで桜島藤野町、南西に長谷川を挟んで桜島赤生原町がそれぞれ隣接しており、北西には鹿児島湾に面している。
主に温州みかんやビワなどを中心とした果樹が生産されている。1949年（昭和24年）には地内から武貝塚が発掘され縄文土器が出土している。

### 自然公園・自然保護地区
桜島武町の一部が国立公園である霧島錦江湾国立公園の区域に指定されており、第1種特別地域（桜島北斜面）・第2種特別地域（桜島北及び東斜面）・第3種特別地域（桜島北及び東麓）・普通地域から構成される。

### 河川
- 深谷川
- 長谷川

## 歴史

### 先史時代
1944年（昭和19年）と1949年（昭和24年）に地内で発掘調査が行われ、縄文時代の頃のものと見られる貝塚である「武貝塚」が発見された。貝塚の上層からは市来式土器、西平式土器、中層からは上層より古い市来式土器や鐘崎式土器、下層からは指宿式土器、出水式土器が発掘され、他にも動物の骨、磨製石器なども発掘されている。
福岡県で主に出土される鐘崎式土器、熊本県で主に出土される西平式土器が発掘されていることから、この頃より九州各地との交流が行われていたとされる。

### 武の成立と中世
岳という地名は戦国期より見え、大隅国向島のうちであった。天文6年の本田紀伊守宛島津勝久宛行状に記述が見えるのが地名の初見であるとされる。天正元年以降は北郷時久領となった。

### 近世の武
江戸時代には大隅国大隅郡桜島郷（外城）のうちであった。村高は「天保郷帳」では297石余、「旧高旧領取調帳」では350石余であり、桜島では最大の石高数であった。
安永8年の桜島大噴火では噴石や降灰による被害が甚大であり、村民は鹿児島城下に避難した。

### 町村制施行以後
1889年（明治22年）4月1日に町村制が施行されたのに伴い、桜島の西半分にあたる横山村、赤水村、小池村、赤生原村、武村、藤野村、西道村、松浦村、二俣村、白浜村の区域より北大隅郡西桜島村が成立した。それに伴いそれまでの武村は西桜島村の大字「武」となった。
1973年（昭和48年）5月1日には西桜島村が町制施行し桜島町となった。
2004年（平成16年）11月1日に桜島町が鹿児島郡吉田町、日置郡松元町、郡山町、揖宿郡喜入町と共に鹿児島市に編入された。合併に際して設置された法定合併協議会である鹿児島地区合併協議会における協議によって、桜島町の区域の大字については「字の区域を廃止し、当該廃止された字の区域に相当する区域により新たに町の区域を設定し、その名称については表示案に基づき、各町の意向を尊重し合併までに調整するものとする」と協定された。
前述の協定に基づいて、合併前の10月26日に鹿児島県の告示である「 町の区域の設定及び字の廃止」が鹿児島県公報に掲載された。この告示の規定に基づき、それまでの大字小池は廃止され、大字武の全域を以て新たに鹿児島市の町「桜島武町」が設置された。

## 人口
以下の表は国勢調査による小地域集計が開始された1995年以降の人口の推移である。
| 年                 | 人口 |
| ------------------ | ---- |
| 1995年（平成7年）  | 715  |
| 2000年（平成12年） | 620  |
| 2005年（平成17年） | 593  |
| 2010年（平成22年） | 556  |
| 2015年（平成27年） | 501  |

## 文化財

### 市指定
- 武貝塚（記念物（史跡））[24]

## 施設

### 教育
- 桜島保育園

### 郵便局
- 西桜島郵便局[25]
1893年（明治26年）に大字横山（現在の桜島横山町）に設置されたが、1914年（大正3年）に発生した桜島の大正大噴火により局舎が溶岩に埋没し、翌年の1915年（大正4年）に武に移転した[7][26]。

### 寺社
- 南方神社
武の旧村社であり、建御名方神及び八坂刀売神を祀る[27]。詳細不明であるが、鹿児島市街地にある南方神社との関わりがあるとされる[28]。

## 教育

### 小・中学校の学区
市立小・中学校に通う場合、学区（校区）は以下の通りとなる。
| 町丁     | 番・番地 | 小学校               | 中学校               |
| -------- | -------- | -------------------- | -------------------- |
| 桜島武町 | 全域     | 鹿児島市立桜洲小学校 | 鹿児島市立桜島中学校 |

## 交通

### 道路
主要地方道
- 鹿児島県道26号桜島港黒神線

### 路線バス
- 鹿児島市交通局
  - （60番 桜島線[30]） - 新村 - 大久保 - 武登山口 -

### 港湾
- 桜島港[31]
  - 武地区（避難港（18番）[32]）[33]